# Ван Вэньтао
Ван Вэньтао (кит. 王文涛, род. май 1964, Наньтун, Цзянсу) — китайский государственный и политический деятель, министр коммерции КНР с 26 декабря 2020 года.
Ранее губернатор провинции Хэйлунцзян (2018—2020), секретарь парткома КПК города Цзинань (2015—2018), замсекретаря парткома КПК провинции Шаньдун (2017—2018).
Кандидат в члены ЦК КПК 18 и 19-го созывов, член Центрального комитета Компартии Китая 20-го созыва.

## Биография
Родился в мае 1964 года в городе Наньтун, провинция Цзянсу.
В июле 1985 года окончил философский факультет Фуданьского университета (Шанхай), диплом бакалавра наук по основной специальности, после чего работал инструктором в институте при Шанхайской академии космических технологий. В сентябре 1991 года — заместитель начальника отдела по работе со студентами, в июне следующего года возглавил отдел академического образования, а в сентябре 1994 года назначен заместителем начальника отдела продаж фотокопировальных машин при институте. Одновременно возглавлял институтский комитет Коммунистического союза молодёжи Китая. В декабре 1994 года принят в Компартию Китая. В октябре 1998 года вступил в должности заместителя секретаря парткома КПК посёлка Уку (Сунцзян) и главы посёлка по совместительству. В марте 2000 года — секретарь парткома КПК и глава посёлка Чжунчжун, в январе 2001 года — глава парткома КПК посёлка Маоган.
В январе 2005 года переведён в Куньмин на пост заместителя секретаря горкома КПК, позднее одновременно занял должность мэра города. В июне 2006 года вернулся в Шанхай на позиции замсекретаря райкома КПК и главы района Хуанпу. В апреле 2011 года назначен секретарём парткома КПК города Наньчан, одновременно вошёл в состав Постоянного комитета парткома КПК провинции Цзянси.
В марте 2015 года вступил в должность секретаря парткома КПК города Цзинань (провинция Шаньдун), сменив уволенного за коррупцию главу горкома КПК Ван Миня. С апреля 2017 года — одновременно заместитель секретаря парткома КПК провинции Шаньдун.
26 марта 2018 года на 2-й сессии Постоянного комитета Собрания народных представителей провинции Хэйлунцзян назначен заместителем губернатора и временно исполняющим обязанности губернатора провинции. Утверждён в должности 15 мая того же года на очередной сессии СНП Хэйлунзяна.
26 декабря 2020 года назначен министром коммерции КНР.